# Little Joe
Little Joe fue la denominación de un modelo de cohete de combustible sólido de dos etapas desarrollado a finales de los años 1950 para hacer diversas pruebas con las cápsulas del Proyecto Mercury, principalmente con el sistema de escape de la cápsula en caso de un problema con el cohete que debía lanzarla.
Para componer el Little Joe, la NASA utilizó elementos existentes con el fin de abaratar costes. En concreto, el cohete se componía de agrupaciones de cohetes ya existentes. Se crearon diferentes tipos de Little Joe a base de agrupar distintos tipos de cohetes.
El primer vuelo de un Little Joe tuvo lugar el 21 de agosto de 1959, y el último el 28 de abril de 1961. En total se lanzaron ocho Little Joe para probar cápsulas Mercury en sendas misiones, denominadas LJ-1, LJ-6, LJ-1A, LJ-2, LJ-1B, LJ-5, LJ-5A y LJ-5B, respectivamente.

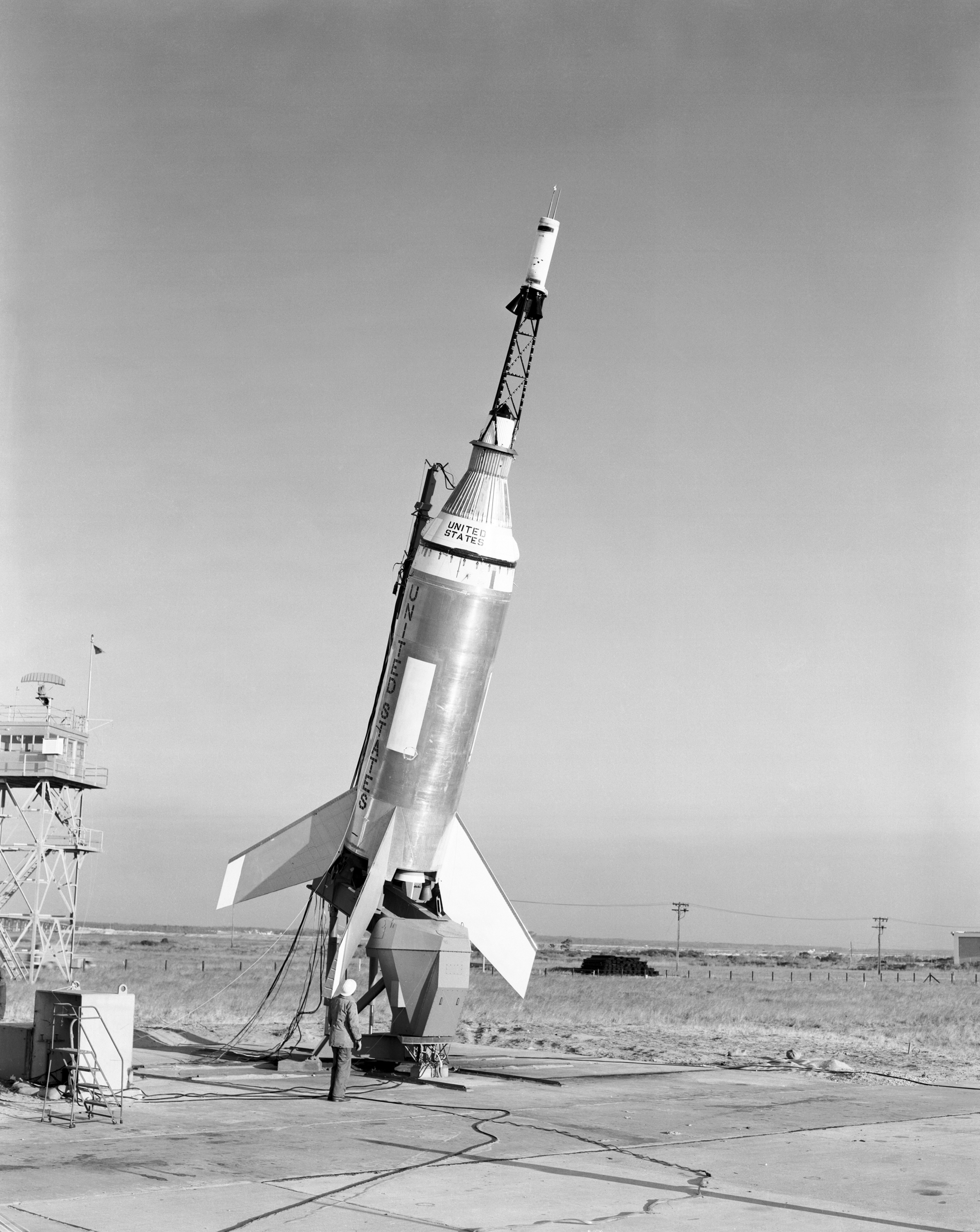
Little Joe 1A antes del lanzamiento.

## Vuelos

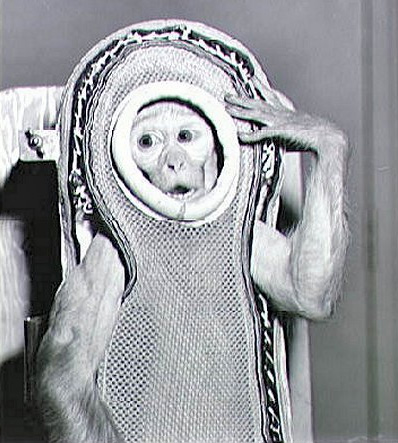
Sam, el mono Rhesus que voló a bordo del LJ-2.

### LJ-1
21 de agosto de 1959. Durante los preparativos del primer vuelo, la torre de escape de la cápsula Mercury se disparó prematuramente, media hora antes del lanzamiento programado, debido a un error. La nave alcanzó 600 m de altura. 

### LJ-6
4 de octubre de 1959. La nave alcanzó 59 km de altura. El vuelo duró 5 minutos y 10 segundos.

### LJ-1A
4 de noviembre de 1959. Repetición de la misión LJ-1, destinada a probar el funcionamiento del sistema de escape de la Mercury bajo grandes presiones aerodinámicas. Debido a un retraso en la ignición del sistema de escape, la maniobra no tuvo lugar bajo la presión aerodinámica deseada, por lo que se planeó una repetición de la misma.

### LJ-2
4 de diciembre de 1959, 11:15 hora local. Fue la primera misión americana en la que voló un animal, un mono Rhesus al que llamaron Sam. Alcanzó 88 km de altura. Fue recuperado, con Sam intacto, en el océano Atlántico por el buque USS Borie. El vuelo duró 11 minutos y 6 segundos.

### LJ-1B
21 de enero de 1960. Segunda misión en transportar un animal, otro mono Rhesus, esta vez hembra, a la que se llamó Miss Sam. La cápsula alcanzó 15 km de altura y el vuelo duró 8 minutos y 35 segundos, tras lo cual se recuperó a su tripulante intacta.

### LJ-5
8 de noviembre de 1960. Alcanzó 16,2 km de altura y cayó a una distancia de 20,9 km del lugar de lanzamiento. El vuelo duró 2 minutos y 22 segundos. A los 15,4 segundos del despegue, el cohete de escape se encendió prematuramente. La cápsula, el cohete de lanzamiento y el cohete de escape no se separaron, y la cápsula resultó destruida en el impacto.

### LJ-5A
18 de marzo de 1961. Repetición de la misión LJ-5. Alcanzó 12 km de altura en un vuelo de 5 minutos y 25 segundos. A los 19 segundos del despegue el cohete de escape se encendió prematuramente, al igual que en la misión previa. Se envió la señal a la cápsula para iniciar la separación del cohete de lanzamiento, pero permaneció unido a él debido a que el cohete de escape ya había agotado su combustible. Se envió un comando para utilizar los retrocohetes de la cápsula como medio de separación, maniobra que tuvo éxito pero que fue un tanto violenta, al producirse después de que el vehículo alcanzase su apogeo. Sin embargo, tras recuperar la cápsula y examinarla, no se apreciaron daños importantes en la misma y de hecho fue utilizada de nuevo en el último vuelo de un Little Joe, el LJ-5B.

### LJ-5B
28 de abril de 1961. Se utilizó la misma cápsula que en el vuelo LJ-5A. En el momento del lanzamiento, uno de los motores no se encendió hasta 4 segundos después del despegue, con lo que se produjo un cabeceo que llevó al vehículo a una trayectoria más baja que la planeada, alcanzándose sólo 4,5 km de altura y produciéndose presiones aerodinámicas superiores a las pretendidas para la prueba de separación, que fue un éxito. El vuelo duró 5 minutos y 25 segundos.

## Modelos

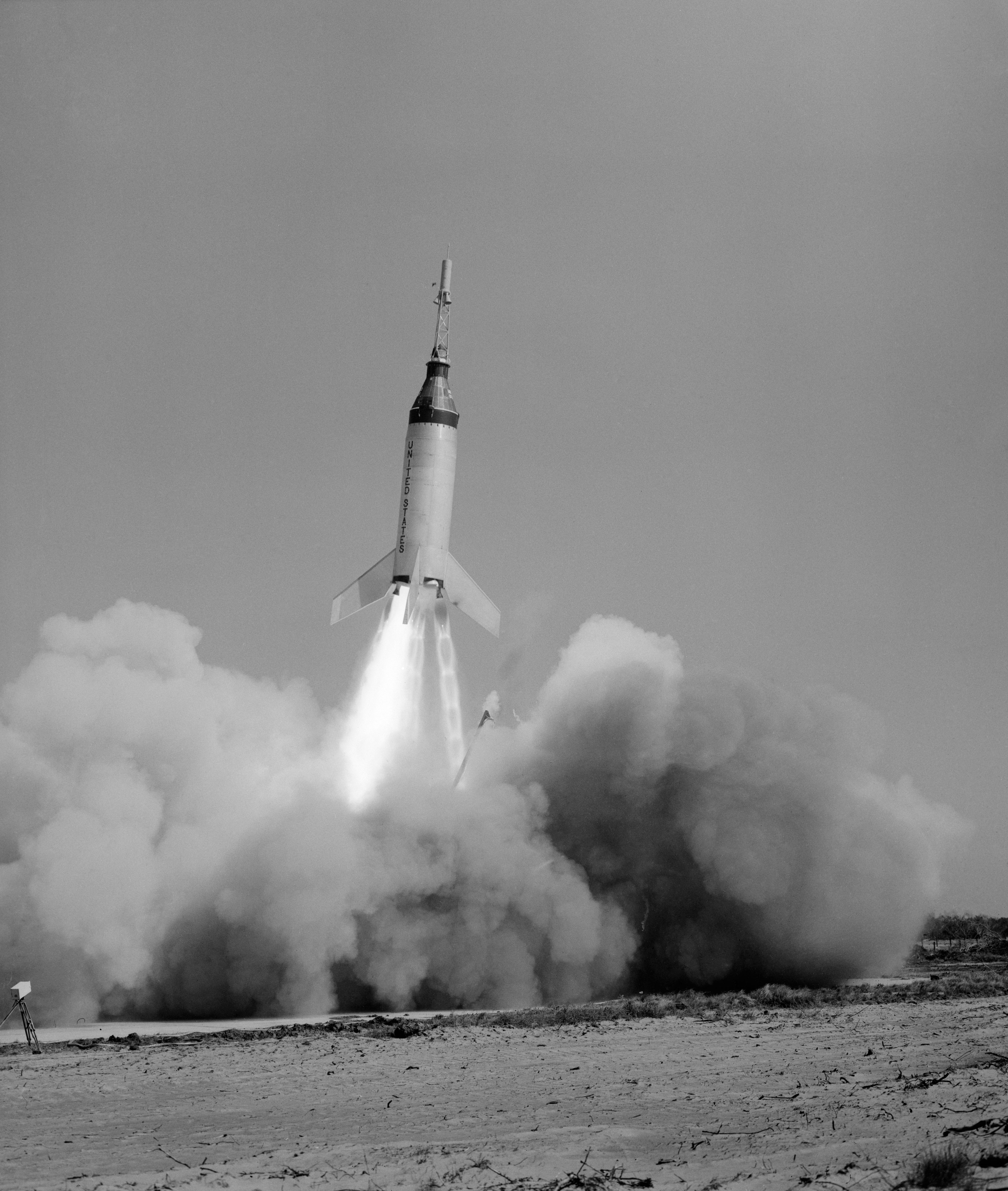
Lanzamiento del LJ-5B.

### Little Joe 2P
Compuesto por 4 cohetes Recruit y 2 Pollux.

#### Especificaciones
- Apogeo: 60 km.
- Empuje en despegue: 650 kN.
- Masa total: 12.700 kg.
- Diámetro: 2,03 m.
- Longitud: 15,2 m.

### Little Joe 4C
Compuesto por 4 cohetes Recruit y 4 Castor.

#### Especificaciones
- Apogeo: 90 km.
- Empuje en despegue: 1044 kN.
- Masa total: 12.700 kg.
- Diámetro: 2,03 m.
- Longitud: 15,2 m.

### Little Joe 4P
Compuesto por 4 cohetes Recruit y 4 Pollux.

#### Especificaciones
- Apogeo: 60 km.
- Empuje en despegue: 650 kN.
- Masa total: 12.700 kg.
- Diámetro: 2,03 m.
- Longitud: 15,2 m.